# ProTAR F4J
A ProTAR F4J (Professional Target UAV System) egy 2022-ben bemutatott, magyar fejlesztésű sugárhajtású légvédelmi célrepülő rendszer, melyet a Magyar Honvédség Modernizációs Intézetének megbízására fejlesztette ki a Rotors & Cams Zrt.

## Célja
A modern légvédelmi rakétarendszerek éles és gyakorló lövészeteinek végrehajtását, valamint az ahhoz való felkészülést célanyag szolgáltatásként támogatja és segíti. Kiszolgálja a levegő-levegő, a föld-levegő rakétákat, valamint tüzérrendszereket, ezzel támogatva a légvédelmi műveletek során alkalmazandó eljárások gyakorlását, fegyverrendszerek hatékony tesztelését.
A modern avionikai megoldások, a fejlett földi és fedélzeti célszoftverek, valamint az elektromos katapult magas üzembiztonságot, rendkívül gyors rendelkezésre állást biztosítanak a ProTAR rendszer üzemeltetése során.

## Technikai paraméterei
- T-UAV tömeg: 65 kg
- Max. sebesség: 500 km/h
- Max. repülési magasság: 6000 m
- Hatótávolság: 75 km
- Üzemidő: 60 perc

## Rendszerelemek
A rádiólokációs felderítés elősegítése és a hatásos visszaverő felület keresztmetszetének növelése érdekében a légijármű orrába az X és KU frekvenciatartományra optimalizált Luneburg lencse került integrálásra. A találati pontosság értékelésében az Air Target 40m érzékelési tartományú akusztikus találatjelzője nyújt támogatást.
A légijármű 10 külső függesztési ponttal rendelkezik a vizuális felderítést segítő füstpatronok, valamint az infravörös tartományban működő rakétarendszerek célelfogását segítő piropatronok számára. Ezek a payloadok küldetések során szoftveresen és manuálisan is vezérelhetők.
A rendszer központi vezérlő állomása a repülés feladatok felügyeletéhez és a kiképzési feladatokat kiszolgáló célpályaprofilok rugalmas szerkesztéséhez nyújt segítséget. A vezérlő állomás a földről támogatja bonyolult harcászati szintű légicél szcenáriók megvalósítását akár 3 célrepülő független, vagy kötelékben történő alkalmazásával.
Az elektromos katapult lehetővé teszi a nagy sebességű és nagy tömegű pilóta nélküli repülőgépek gyors, egymást követő indítását. A katapult 30 m/s kilövési sebességet biztosít. Az indítás ismétlési idő nem haladja meg a 2 percet. Integrált akkumulátora az energiavisszanyerés eredményeként nagy kilövésszám esetén is hosszú ideig biztosítja a töltésmentes üzemelést. Utánfutón szállítható, telepítése előkészítetlen terepen is gyorsan megvalósítható.
A biztonságos leszállát, és ezzel a gyakorló lövészetek során a légijárművek újra hasznosítását integrált ejtőernyő biztosítja. A ProTAR széles környezeti és hőmérsékleti tartományban működőképes, így alkalmazási területének az éghajlati sajátosságok nem szabnak határt. Megfelel a NATO harcászati éleslövészetek szabványosított követelményeinek, bármely nemzetközi gyakorló és légvédelmi lőterén felhasználható.
A rendszer további lehetséges katonai és civil alkalmazási területei: cirkáló lőszer (kamikaze drón), kommunikációs átjátszó állomás (C4ISR), elektronikai zavaró, szállító feladatok végrehajtása.

## Külső hivatkozások
- A ProTAR honlapja
- ProTAR, Rotors & Cams Zrt., YouTube, 2023. május 15.